# Cataphrodisium simile
Cataphrodisium simile là một loài bọ cánh cứng trong họ Cerambycidae.